# راک رکوردز
راک رکوردز (滾石唱片) شرکت سرگرمی تایوانی است، که در سال ۱۹۸۰ تأسیس شد.